# 新興県
新興県（しんこうけん）は中華人民共和国広東省の南西部に位置する県で、雲浮市によって委任管轄される。県政府住所は広東省新興県新城鎮象崗路1号。

## 歴史
351年（永和7年）、東晋により新興県が設置された。

## 行政区画
下部に12鎮を管轄する。
| 番号 | 区域名 | 番号 | 区域名 |
| ---- | ------ | ---- | ------ |
| 01   | 新城鎮 | 07   | 里洞鎮 |
| 02   | 車崗鎮 | 08   | 大江鎮 |
| 03   | 水台鎮 | 09   | 天堂鎮 |
| 04   | 稔村鎮 | 10   | 河頭鎮 |
| 05   | 東成鎮 | 11   | 簕竹鎮 |
| 06   | 太平鎮 | 12   | 六祖鎮 |